# Dave Leduc
Pour les articles homonymes, voir Leduc.
Dave Leduc, né le 13 décembre 1991, est un combattant de lethwei. En 2016, il bat Tun Tun Min (en) au Stade Thein Pyu à Yangon au Myanmar et devient champion du monde. La même année, il épouse la mannequin d'origine russe Irina Terehova (en) dans un mariage traditionnel birman transmis en direct à la télévision nationale avec approximativement 30 millions de téléspectateurs au Myanmar.

## Biographie
Né à Gatineau, Leduc commence à jouer au baseball à un jeune âge et joue aux États-Unis comme lanceur. À l'âge de 17 ans, il commence à pratiquer les arts martiaux, plus précisément le sanda, un style full contact dérivé du Kung-Fu.
Depuis le début de la Pandémie de Covid-19, Dave Leduc est l'une des personnalités qui questionnent le plus dûrement les décisions sanitaires du Gouvernement Quebecois et Canadien.
Depuis le 1er janvier 2020, Dave Leduc a décidé d'adopter une alimentation végétalienne et plus généralement un mode de vie vegan. Il s'exprime depuis ouvertement pour dénoncer les conditions d'exploitation des animaux.

## Titres
Championnats
- Champion du monde de lethwei
  - Ceinture doré de Lethwei Openweight
    - 9 défenses de titres consécutives
- World Lethwei Championship
  - Champion du Monde poids lourds-légers WLC[5],[6]